# Kofi Kingston
Kofi Nahaje Sarkodie-Mensah (* 14. August 1981 bei Kumasi, Ashanti Region, Ghana), besser bekannt unter seinem Ringnamen Kofi Kingston, ist ein ghanaischer Wrestler und tritt derzeit regelmäßig in den von der WWE produzierten Wrestling-Shows auf. Seine bisher größten Erfolge sind der Gewinn der WWE Championship und der dreifache Erhalt der WWE United States Championship.

## Biografie

### Frühes Leben und Anfänge
Nach dem Besuch der Winchester High School, für die er American Football spielte und Amateurringkämpfe bestritt, besuchte Sarkodie-Mensah das Boston College, auf dem er einen Abschluss in Kommunikationswissenschaft erreichte.
Sarkodie-Mensah debütierte im Wrestling im Jahr 2005 und trat hauptsächlich in Neuengland auf, wo er für Millennium Wrestling Federation, New England Championship Wrestling, die Eastern Wrestling Alliance und Chaotic Wrestling unter dem Namen Kofi Nahaje Kingston auftrat.

### World Wrestling Entertainment

#### Entwicklungs-Ligen (2006–2007)
Im September 2006 unterzeichnete Sarkodie-Mensah einen Entwicklungsvertrag für Nachwuchswrestler mit World Wrestling Entertainment und trainierte in deren Farmliga Deep South Wrestling (DSW). Bis Anfang 2007 trat er für Deep South Wrestling und eine andere Farmliga der WWE, Ohio Valley Wrestling, auf.
2007 absolvierte er seine ersten Auftritte in Sendungen der WWE. Nach der Rückkehr zur Farmliga erhielt er den Ringnamen Kofi Kingston. Ab Mai 2007 trat er auf Tourneen der WWE auf.
Mit der Übernahme von Florida Championship Wrestling als neuer Farmliga der WWE im Juni 2007 kämpfte Sarkodie-Mensah für den Rest des Jahres dort.

#### Aufstieg im Hauptkader und erste Titelgewinne (2007–2014)

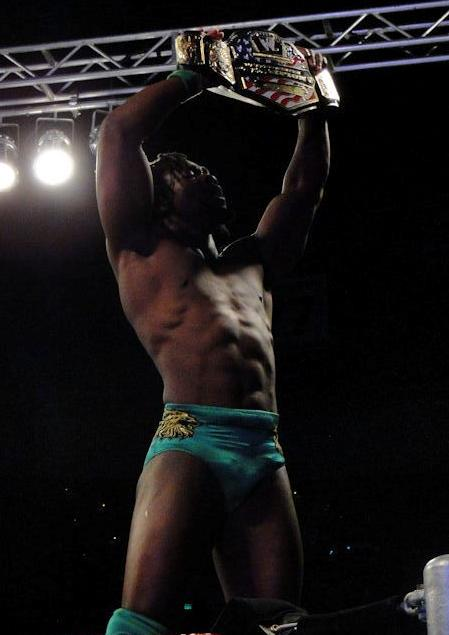
United States Champion Kofi Kingston.

Er gab sein Main Roster Debüt in einer der Hauptsendungen der WWE. Sarkodie-Mensah wurde zunächst als Jamaikaner vorgestellt. Da seine Familie sich durch die Verleugnung der Herkunft verletzt fühlte, bat er das Management erfolgreich darum, ihn als Ghanaer anzukündigen. Nach seinem Debüt am 21. Januar 2008 hatte Sarkodie-Mensah eine lange Siegesserie, ehe er im Mai 2008 gegen Shelton Benjamin das erste Mal verlieren musste. Anschließend führte er eine Fehde gegen Benjamin.
Im Juni 2008 wurde Sarkodie-Mensah zu RAW transferiert. Bei der Großveranstaltung Night of Champions gewann Sarkodie-Mensahs die WWE Intercontinental Championship von Chris Jericho. Er verlor den Titel beim SummerSlam 2008 an Santino Marella. Sarkodie-Mensah wurde dann in ein Fehdenprogramm mit CM Punk gegen die World Tag Team Champions Cody Rhodes und Ted DiBiase jr. einbezogen, in deren Verlauf sie am 27. Oktober 2008 den Titel gewannen. Am 13. Dezember verloren sie die Titel an John Morrison und The Miz. Am 1. Juni 2009 gewann Sarkodie-Mensah die WWE United States Championship von MVP. Danach bestritt er mehrere Kurzfehden um den Titel, bevor er ihn am 5. Oktober 2009 an The Miz verlor.
Bei RAW am 26. April 2010 wurde Sarkodie-Mensah zu SmackDown transferiert. Dort gewann er am 14. Mai 2010 erneut die WWE Intercontinental Championship, als er Christian im Finale eines Turniers besiegte. Den Titel musste er jedoch aufgrund einer Storyline an den vorherigen Titelträger Drew McIntyre abgeben, weshalb der Finalsieg nicht gewertet wurde. Sarkodie-Mensah gewann den Titel am 23. Mai 2010 bei Over the Limit offiziell. Am 6. August 2010 verlor er den Titel an Dolph Ziggler, konnte ihn aber am 4. Januar 2011 wieder von ihm zurückgewinnen. Bei den SmackDown-Tapings vom 22. März 2011 verlor er den Titel an Wade Barrett.
Am 26. April 2011 wurde er durch den WWE Draft 2011 ins RAW-Roster gewechselt. Am 1. Mai 2011 gewann er bei Extreme Rules den WWE United States Championship von Sheamus, den er allerdings am 19. Juni 2011 bei Capitol Punishment an Dolph Ziggler verlor. Zusammen mit Evan Bourne als Air Boom besiegte er in RAW am 22. August 2011 David Otunga & Michael McGillicutty und wurde neuer WWE Tag Team Champion. Den Titel verloren sie am 15. Januar 2012 bei einer Houseshow an Primo und Epico. Am 30. April 2012 gewann er den Titel von jenen bei RAW zurück, dieses Mal mit R-Truth als Partner. Sie verloren den Titel bei Night of Champions am 16. September 2012 an Daniel Bryan und Kane. Bei den Tapings zu Main Event am 16. Oktober 2012 gewann er zum vierten Mal die Intercontinental Championship von The Miz. Am 29. Dezember 2012, den Aufzeichnungen zur Silvester-Ausgabe von RAW, verlor Sarkodie-Mensah den Titel erneut an Wade Barrett.
Am 15. April 2013 gewann er bei RAW von Antonio Cesaro zum dritten Mal die WWE United States Championship, verlor ihn jedoch einen Monat später beim Mai-PPV Extreme Rules an Dean Ambrose von The Shield.

#### The New Day (2014–2024)

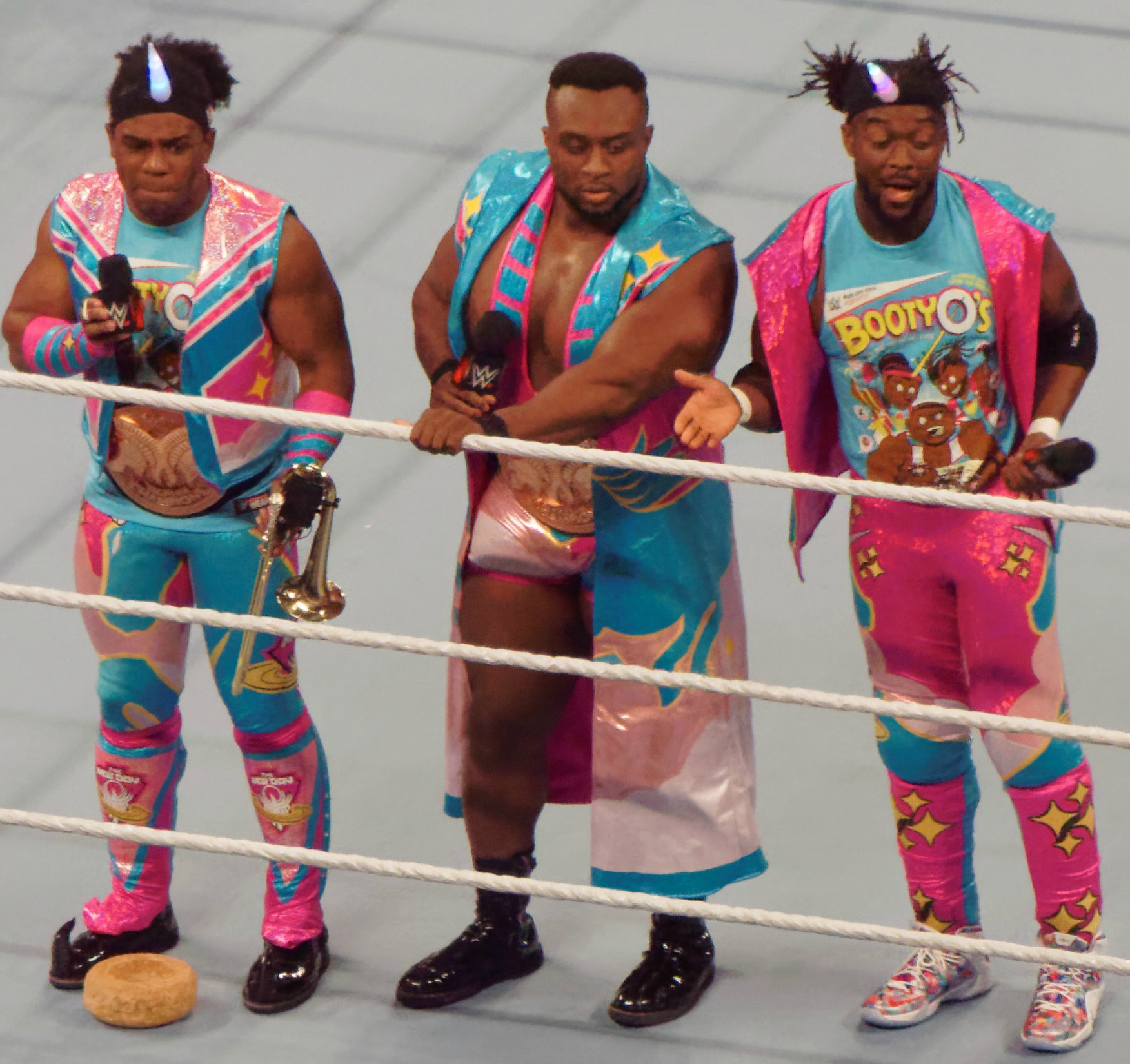
WWE Tag Team Champions The New Day im Jahr 2016.

Ende 2014 schloss er sich mit Big E und Xavier Woods zusammen und gründeten The New Day. Sie gewannen am 26. April 2015 bei Extreme Rules von Cesaro und Tyson Kidd die WWE Tag Team Championship. Am 14. Juni 2015 bei Money in The Bank verloren sie ihren Titel an die Prime Time Players Darren Young und Titus O’Neil.
Beim SummerSlam am 23. August 2015 nahmen The New Day die Titel den Prime Time Players wieder ab.
Am 22. Juli 2016 brachen The New Day den Rekord von Paul London und Brian Kendrick und wurden somit das Team mit der längsten Titelregentschaft der WWE Raw Tag Team Championship.
Der WWE Tag Team Championship wurde, noch während ihrer Regentschaft als Champions, im Zuge der Einführung der WWE SmackDown Tag Team Championship in WWE Raw Tag Team Championship umbenannt. Am 18. Dezember 2016 beim PPV  Roadblock: End of the Line verloren sie ihre Titel nach 483 Tagen Titelregentschaft an The Bar.
Am 23. Juli 2017 gewannen The New Day die WWE SmackDown Tag Team Championship von The Usos. Diese verlor das Trio jedoch schon wieder 28 Tage später an die Brüder zurück. Einen Monat später, am 12. September 2017, gewannen Kofi und Xavier Woods die Titel erneut von den The Usos. Nach nur 26 Tagen waren wieder die Brüder die Champions.
Am 21. August 2018 gewannen Big E und Kofi erneut den WWE SmackDown Tag Team Championship, diesmal gegen die Bludgeon Brothers. Am 26. Oktober 2018 verloren sie den Titel an The Bar.
Trotz seiner Zusammenarbeit mit The New Day erhielt Kingston durch seinen Momentum den Push ins WWE Title Picture der im Januar 2019 begann, nach vielen kontroversen konnte er sich schlussendlich bei WrestleMania 35 die WWE Championship nach seiner 13-jährigen Karriere bei World Wrestling Entertainment sichern. Es baute sich eine Fehde gegen Kevin Owens auf, welcher ihn bei einer SmackDown-Ausgabe attackierte, nachdem Owens sich erst scheinbar The New Day anschloss. Dies führte zu einem Match um seine WWE Championship bei Money in the Bank, welches Kingston gewann. Am 7. Juni 2019 verteidigte er erneut seinen Titel gegen Dolph Ziggler bei WWE Super ShowDown. Am 23. Juni 2019 bestritt er ein weiteres Match gegen Dolph Ziggler diesmal in einem Steel Cage Match, um den Titel, dieses Match gewann er erneut. Am 14. Juli 2019 verteidigte er den Titel gegen Samoa Joe. Am 11. August 2019 verteidigte er seinen Titel per Double Countout gegen Randy Orton beim WWE SummerSlam. Am 15. September 2019 verteidigte er erneut den Titel gegen Randy Orton bei WWE Clash of Champions. Am 4. Oktober 2019 verlor er schlussendlich den Titel nach 180 Tagen Regentschaft an Brock Lesnar bei WWE Friday Night SmackDown.
Am 8. November 2019 gewann er zusammen mit Big E zum vierten Mal die SmackDown Tag Team Championship. Hierfür besiegten sie The Revival Scott Dawson & Dash Wilder. Am 24. November 2019 bestritt er bei WWE Survivor Series zusammen mit seinem Tag-Team-Partner Big E ein Triple Threat Tag Team Match gegen The Viking Raiders Erik & Ivar und The Undisputed ERA Kyle O’Reilly & Bobby Fish. Dieses Match verlor er. Die Titel verloren sie am 27. Februar 2020 in Riad, Saudi-Arabien, bei WWE Super ShowDown gegen The Miz und John Morrison. Am 17. April 2020 konnte er und Big E erneut die SmackDown Tag Team Championship gewinnen, hierfür besiegten sie The Miz und John Morrison. Die Regentschaft hielt 93 Tage und verloren die Titel, schlussendlich am 19. Juli 2020 an Cesaro und Shinsuke Nakamura. Am 9. Oktober gewann er den Titel zusammen mit Xavier Woods zurück. In der gleichen Nacht wechselten beide auch durch den Draft zu Raw. Die Titel tauschten sie am 12. Oktober 2020 mit The Street Profits und wurden dadurch Raw Tag Team Champions. Die Titel verloren sie am 20. Dezember 2020 an The Hurt Business Shelton Benjamin und Cedric Alexander.
Am 12. Januar 2021 gab Kingston bekannt, dass er sich den Kiefer gebrochen hat und verletzungsbedingt ausfallen wird. Die Verletzung zog er sich bereits am 7. Dezember 2020, in einem Match gegen Cedric Alexander zu. Am 8. Februar kehrte er in den Ring zurück und bestritt an der Seite von Woods ein Tag-Team-Match. Am 15. März 2021 gewannen sie die Raw Tag Team Championship erneut, hierfür besiegten sie The Hurt Business. Die Regentschaft hielt 26 Tage und verloren die Titel, schlussendlich am 10. April 2021 bei WrestleMania 37 an AJ Styles und Omos.
Am 1. Oktober 2021 wurde er beim WWE Draft zu SmackDown gedraftet. Am 10. Dezember 2022 gewannen sie die NXT Tag Team Championship, hierfür besiegten sie Pretty Deadly Elton Prince und Kit Wilson bei NXT Deadline. Die Regentschaft hielt 56 Tage und verloren die Titel, schlussendlich am 4. Februar 2023 bei NXT Vengeance Day (2023) an Gallus Mark Coffey und Wolfgang.

## Titel und Auszeichnungen

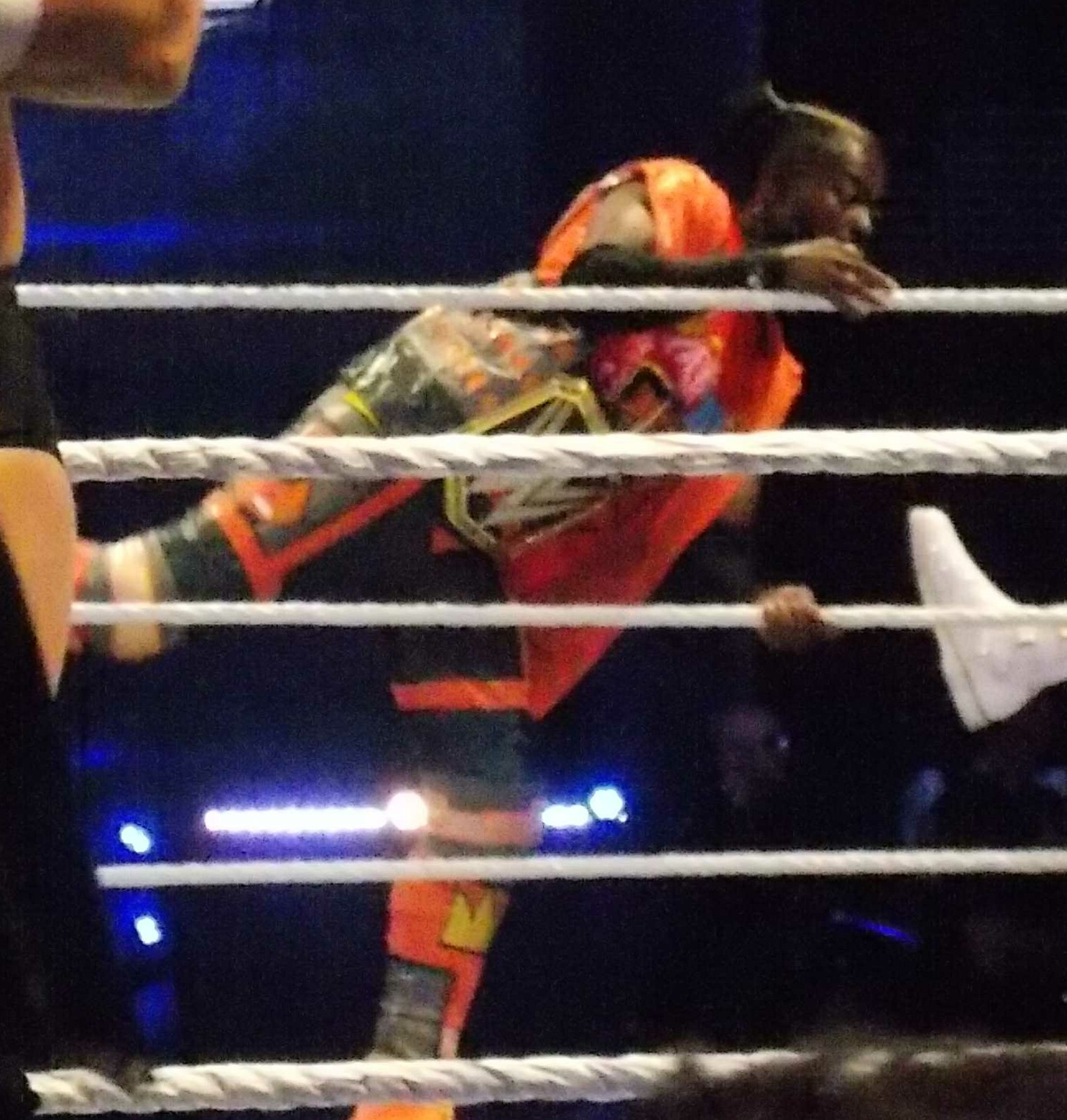
Kingston ist ein einmaliger WWE Champion

### Titel
- World Wrestling Entertainment
  - 1× NXT Tag Team Champion mit Xavier Woods
  - 1× World Tag Team Champion (Originalversion) mit CM Punk
  - 7× World Tag Team Champion jeweils 1× mit Evan Bourne und R-Truth, 2× mit Big E und Xavier Woods und 3× mit Xavier Woods
  - 1× WWE Champion
  - 4× WWE Intercontinental Champion
  - 7× WWE SmackDown Tag Team Champion 6× mit Big E und Xavier Woods und 1× mit Xavier Woods
  - 3× WWE United States Champion

### Auszeichnungen
- World Wrestling Entertainment
  - 2010: Bragging Rights Trophy Sieger mit Team SmackDown